# كلاين غرونورن
كلاين غرونورن (بالإنجليزية: Klein Grünhorn)‏ هو أحد جبال سلسلة جبال الألب البرنية وجزء من القمة الأم غرونورن يقع في كانتون فاليز، سويسرا. يبلغ ارتفاع الجبل حوالي 3913 متر، بينما يبلغ ارتفاع نتوء الجبل 63 متر.